# Tour d'Italie féminin 1996
La 7e édition du Tour d'Italie féminin (Giro Donne 1996, Giro d'Italia Internazionale Femminile en italien) a lieu du 25 juin au 6 juillet 1996.

## Présentation

### Équipes
| Unknown team category |
|                       |

## Étapes
| Étape      | Date     | Villes étapes                                | type                        | Distance (km) | Vainqueur d'étape      | Leader du classement général |
| ---------- | -------- | -------------------------------------------- | --------------------------- | ------------- | ---------------------- | ---------------------------- |
| 1re étape  | 25 juin  | Rome – Monterotondo                          |                             | 112,5         | Fabiana Luperini       | Fabiana Luperini             |
| 2e étape   | 26 juin  | Paganico – Montorsaio                        |                             | 101,5         | Fabiana Luperini       | Fabiana Luperini             |
| 3e étape   | 27 juin  | Lari – Casciana Terme                        |                             | 111           | Imelda Chiappa         | Fabiana Luperini             |
| 4e étape   | 28 juin  | Novi Ligure – Tortone                        |                             | 87,1          | Fabiana Luperini       | Fabiana Luperini             |
| 5e étape   | 29 juin  | Castegnato – Bonate Sotto                    |                             | 99,4          | Alessandra Cappellotto | Fabiana Luperini             |
| 6e étape   | 30 juin  | Bareggio – Milan                             | contre-la-montre individuel | 24,3          | Imelda Chiappa         | Fabiana Luperini             |
| 7e a étape | 1 juill. | Fiera di Primiero – San Martino di Castrozza |                             | 44,4          | Fabiana Luperini       | Fabiana Luperini             |
| 7e b étape | 1 juill. | Fiera di Primiero – Crocetta del Montello    |                             | 60            | Diana Žiliūtė          | Fabiana Luperini             |
| 8e étape   | 2 juill. | Ponti sul Mincio – Monzambano                |                             | 123,2         | Tanja Schmidt-Hennes   | Fabiana Luperini             |
| 9e étape   | 3 juill. | Bagni di Tabiano – Pavullo nel Frignano      |                             | 120,5         | Fabiana Luperini       | Fabiana Luperini             |
| 10e étape  | 4 juill. | San Marcello Pistoiese – Borgo a Mozzano     |                             | 82,5          | Imelda Chiappa         | Fabiana Luperini             |
| 11e étape  | 5 juill. | Segromigno in Monte – Perignano              |                             | 121,9         | Tea Vikstedt-Nyman     | Fabiana Luperini             |
| 12e étape  | 6 juill. | Fornacette – Florence                        |                             | 92,8          | Tanja Schmidt-Hennes   | Fabiana Luperini             |

## Déroulement de la course

### 1reétape
| \| Classement de l'étape \| Classement de l'étape \| Classement de l'étape \| Classement de l'étape \| Classement de l'étape \| \| Coureur \| Coureur \| Pays \| Équipe \| Temps \| \| --------------------- \| ------------------------- \| --------------------- \| --------------------- \| --------------------- \| \| 1re \| Fabiana Luperini \| Italie \| Mimosa \| 3 h 43 min 00 s \| \| 2e \| Alessandra Cappellotto \| Italie \| \| + 0 s \| \| 3e \| Joane Somarriba \| Espagne \| \| + 0 s \| \| 4e \| Sigrid Corneo \| Italie \| \| + 0 s \| \| 5e \| Diana Žiliūtė \| Lituanie \| \| + 0 s \| \| 6e \| Élisabeth Chevanne-Brunel \| France \| \| + 0 s \| \| 7e \| Imelda Chiappa \| Italie \| \| + 0 s \| \| 8e \| Edita Pučinskaitė \| Lituanie \| SC Michela Fanini \| + 0 s \| \| 9e \| Moira Tarraran \| Italie \| \| + 0 s \| \| 10e \| Mara Calliope \| Italie \| \| + 0 s \| |                           |          |                   |                 |
| |                           |          |                   |                 |
| |                           |          |                   |                 |
| Classement de l'étape |                           |          |                   |                 |
| Coureur | Coureur                   | Pays     | Équipe            | Temps           |
| 1re | Fabiana Luperini          | Italie   | Mimosa            | 3 h 43 min 00 s |
| 2e | Alessandra Cappellotto    | Italie   |                   | + 0 s           |
| 3e | Joane Somarriba           | Espagne  |                   | + 0 s           |
| 4e | Sigrid Corneo             | Italie   |                   | + 0 s           |
| 5e | Diana Žiliūtė             | Lituanie |                   | + 0 s           |
| 6e | Élisabeth Chevanne-Brunel | France   |                   | + 0 s           |
| 7e | Imelda Chiappa            | Italie   |                   | + 0 s           |
| 8e | Edita Pučinskaitė         | Lituanie | SC Michela Fanini | + 0 s           |
| 9e | Moira Tarraran            | Italie   |                   | + 0 s           |
| 10e | Mara Calliope             | Italie   |                   | + 0 s           |

| \| Classement général \| Classement général \| Classement général \| Classement général \| Classement général \| \| Coureur \| Coureur \| Pays \| Équipe \| Temps \| \| ------------------ \| ------------------------- \| ------------------ \| ------------------ \| ------------------ \| \| 1re \| Fabiana Luperini \| Italie \| Mimosa \| 3 h 43 min 00 s \| \| 2e \| Alessandra Cappellotto \| Italie \| \| + 0 s \| \| 3e \| Joane Somarriba \| Espagne \| \| + 0 s \| \| 4e \| Sigrid Corneo \| Italie \| \| + 0 s \| \| 5e \| Diana Žiliūtė \| Lituanie \| \| + 0 s \| \| 6e \| Élisabeth Chevanne-Brunel \| France \| \| + 0 s \| \| 7e \| Imelda Chiappa \| Italie \| \| + 0 s \| \| 8e \| Edita Pučinskaitė \| Lituanie \| SC Michela Fanini \| + 0 s \| \| 9e \| Moira Tarraran \| Italie \| \| + 0 s \| \| 10e \| Mara Calliope \| Italie \| \| + 0 s \| |                           |          |                   |                 |
| |                           |          |                   |                 |
| |                           |          |                   |                 |
| Classement général |                           |          |                   |                 |
| Coureur | Coureur                   | Pays     | Équipe            | Temps           |
| 1re | Fabiana Luperini          | Italie   | Mimosa            | 3 h 43 min 00 s |
| 2e | Alessandra Cappellotto    | Italie   |                   | + 0 s           |
| 3e | Joane Somarriba           | Espagne  |                   | + 0 s           |
| 4e | Sigrid Corneo             | Italie   |                   | + 0 s           |
| 5e | Diana Žiliūtė             | Lituanie |                   | + 0 s           |
| 6e | Élisabeth Chevanne-Brunel | France   |                   | + 0 s           |
| 7e | Imelda Chiappa            | Italie   |                   | + 0 s           |
| 8e | Edita Pučinskaitė         | Lituanie | SC Michela Fanini | + 0 s           |
| 9e | Moira Tarraran            | Italie   |                   | + 0 s           |
| 10e | Mara Calliope             | Italie   |                   | + 0 s           |

### 2eétape
| \| Classement de l'étape \| Classement de l'étape \| Classement de l'étape \| Classement de l'étape \| Classement de l'étape \| \| Coureur \| Coureur \| Pays \| Équipe \| Temps \| \| --------------------- \| --------------------- \| --------------------- \| --------------------- \| --------------------- \| \| 1re \| Fabiana Luperini \| Italie \| Mimosa \| 5 h 47 min 06 s \| \| 2e \| Sigrid Corneo \| Italie \| \| + 36 s \| \| 3e \| Barbara Heeb \| Suisse \| Serotta-Appenzeller \| + 36 s \| \| 4e \| Joane Somarriba \| Espagne \| \| + 37 s \| \| 5e \| Imelda Chiappa \| Italie \| \| + 37 s \| |                  |         |                     |                 |
| |                  |         |                     |                 |
| |                  |         |                     |                 |
| Classement de l'étape |                  |         |                     |                 |
| Coureur | Coureur          | Pays    | Équipe              | Temps           |
| 1re | Fabiana Luperini | Italie  | Mimosa              | 5 h 47 min 06 s |
| 2e | Sigrid Corneo    | Italie  |                     | + 36 s          |
| 3e | Barbara Heeb     | Suisse  | Serotta-Appenzeller | + 36 s          |
| 4e | Joane Somarriba  | Espagne |                     | + 37 s          |
| 5e | Imelda Chiappa   | Italie  |                     | + 37 s          |

| \| Classement général \| Classement général \| Classement général \| Classement général \| Classement général \| \| Coureur \| Coureur \| Pays \| Équipe \| Temps \| \| ------------------ \| ------------------ \| ------------------ \| ------------------- \| ------------------ \| \| 1re \| Fabiana Luperini \| Italie \| Mimosa \| 8 h 47 min 49 s \| \| 2e \| Sigrid Corneo \| Italie \| \| + 36 s \| \| 3e \| Barbara Heeb \| Suisse \| Serotta-Appenzeller \| + 36 s \| \| 4e \| Joane Somarriba \| Espagne \| \| + 37 s \| \| 5e \| Imelda Chiappa \| Italie \| \| + 37 s \| |                  |         |                     |                 |
| |                  |         |                     |                 |
| |                  |         |                     |                 |
| Classement général |                  |         |                     |                 |
| Coureur | Coureur          | Pays    | Équipe              | Temps           |
| 1re | Fabiana Luperini | Italie  | Mimosa              | 8 h 47 min 49 s |
| 2e | Sigrid Corneo    | Italie  |                     | + 36 s          |
| 3e | Barbara Heeb     | Suisse  | Serotta-Appenzeller | + 36 s          |
| 4e | Joane Somarriba  | Espagne |                     | + 37 s          |
| 5e | Imelda Chiappa   | Italie  |                     | + 37 s          |

### 3eétape
| \| Classement de l'étape \| Classement de l'étape \| Classement de l'étape \| Classement de l'étape \| Classement de l'étape \| \| Coureur \| Coureur \| Pays \| Équipe \| Temps \| \| --------------------- \| --------------------- \| --------------------- \| --------------------- \| --------------------- \| \| 1re \| Imelda Chiappa \| Italie \| \| 3 h 09 min 26 s \| \| 2e \| Vera Hohlfeld \| Allemagne \| \| + 0 s \| \| 3e \| Fabiana Luperini \| Italie \| Mimosa \| + 0 s \| \| 4e \| Joane Somarriba \| Espagne \| \| + 0 s \| \| 5e \| Barbara Heeb \| Suisse \| Serotta-Appenzeller \| + 0 s \| |                  |           |                     |                 |
| |                  |           |                     |                 |
| |                  |           |                     |                 |
| Classement de l'étape |                  |           |                     |                 |
| Coureur | Coureur          | Pays      | Équipe              | Temps           |
| 1re | Imelda Chiappa   | Italie    |                     | 3 h 09 min 26 s |
| 2e | Vera Hohlfeld    | Allemagne |                     | + 0 s           |
| 3e | Fabiana Luperini | Italie    | Mimosa              | + 0 s           |
| 4e | Joane Somarriba  | Espagne   |                     | + 0 s           |
| 5e | Barbara Heeb     | Suisse    | Serotta-Appenzeller | + 0 s           |

| \| Classement général \| Classement général \| Classement général \| Classement général \| Classement général \| \| Coureur \| Coureur \| Pays \| Équipe \| Temps \| \| ------------------ \| ------------------ \| ------------------ \| ------------------- \| ------------------ \| \| 1re \| Fabiana Luperini \| Italie \| Mimosa \| 8 h 56 min 32 s \| \| 2e \| Barbara Heeb \| Suisse \| Serotta-Appenzeller \| + 36 s \| \| 3e \| Imelda Chiappa \| Italie \| \| + 37 s \| |                  |        |                     |                 |
| |                  |        |                     |                 |
| |                  |        |                     |                 |
| Classement général |                  |        |                     |                 |
| Coureur | Coureur          | Pays   | Équipe              | Temps           |
| 1re | Fabiana Luperini | Italie | Mimosa              | 8 h 56 min 32 s |
| 2e | Barbara Heeb     | Suisse | Serotta-Appenzeller | + 36 s          |
| 3e | Imelda Chiappa   | Italie |                     | + 37 s          |

### 4eétape
| \| Classement de l'étape \| Classement de l'étape \| Classement de l'étape \| Classement de l'étape \| Classement de l'étape \| \| Coureur \| Coureur \| Pays \| Équipe \| Temps \| \| --------------------- \| ------------------------- \| --------------------- \| --------------------- \| --------------------- \| \| 1re \| Fabiana Luperini \| Italie \| Mimosa \| 2 min 26 s \| \| 2e \| Imelda Chiappa \| Italie \| \| + 12 s \| \| 3e \| Joane Somarriba \| Espagne \| \| + 12 s \| \| 4e \| Barbara Heeb \| Suisse \| Serotta-Appenzeller \| + 12 s \| \| 5e \| Élisabeth Chevanne-Brunel \| France \| \| + 12 s \| |                           |         |                     |            |
| |                           |         |                     |            |
| |                           |         |                     |            |
| Classement de l'étape |                           |         |                     |            |
| Coureur | Coureur                   | Pays    | Équipe              | Temps      |
| 1re | Fabiana Luperini          | Italie  | Mimosa              | 2 min 26 s |
| 2e | Imelda Chiappa            | Italie  |                     | + 12 s     |
| 3e | Joane Somarriba           | Espagne |                     | + 12 s     |
| 4e | Barbara Heeb              | Suisse  | Serotta-Appenzeller | + 12 s     |
| 5e | Élisabeth Chevanne-Brunel | France  |                     | + 12 s     |

| \| Classement général \| Classement général \| Classement général \| Classement général \| Classement général \| \| Coureur \| Coureur \| Pays \| Équipe \| Temps \| \| ------------------ \| ------------------------- \| ------------------ \| ------------------- \| ------------------ \| \| 1re \| Fabiana Luperini \| Italie \| Mimosa \| 11 h 22 min 59 s \| \| 2e \| Barbara Heeb \| Suisse \| Serotta-Appenzeller \| + 48 s \| \| 3e \| Imelda Chiappa \| Italie \| \| + 49 s \| \| 4e \| Joane Somarriba \| Espagne \| \| + 49 s \| \| 5e \| Élisabeth Chevanne-Brunel \| France \| \| + 51 s \| |                           |         |                     |                  |
| |                           |         |                     |                  |
| |                           |         |                     |                  |
| Classement général |                           |         |                     |                  |
| Coureur | Coureur                   | Pays    | Équipe              | Temps            |
| 1re | Fabiana Luperini          | Italie  | Mimosa              | 11 h 22 min 59 s |
| 2e | Barbara Heeb              | Suisse  | Serotta-Appenzeller | + 48 s           |
| 3e | Imelda Chiappa            | Italie  |                     | + 49 s           |
| 4e | Joane Somarriba           | Espagne |                     | + 49 s           |
| 5e | Élisabeth Chevanne-Brunel | France  |                     | + 51 s           |

### 5eétape
| \| Classement de l'étape \| Classement de l'étape \| Classement de l'étape \| Classement de l'étape \| Classement de l'étape \| \| Coureur \| Coureur \| Pays \| Équipe \| Temps \| \| --------------------- \| ---------------------- \| --------------------- \| --------------------- \| --------------------- \| \| 1re \| Alessandra Cappellotto \| Italie \| \| 2 min 44 s \| \| 2e \| Fabiana Luperini \| Italie \| Mimosa \| + 0 s \| \| 3e \| Vera Hohlfeld \| Allemagne \| \| + 2 min 44 s \| \| 4e \| Joane Somarriba \| Espagne \| \| + 2 min 44 s \| \| 5e \| Sigrid Corneo \| Italie \| \| + 2 min 44 s \| \| 6e \| Imelda Chiappa \| Italie \| \| + 2 min 44 s \| \| 7e \| Lenka Ilavská \| Slovaquie \| \| + 2 min 44 s \| \| 8e \| Barbara Heeb \| Suisse \| Serotta-Appenzeller \| + 2 min 44 s \| \| 9e \| Roberta Bonanomi \| Italie \| Mimosa \| + 2 min 44 s \| \| 10e \| Fátima Blázquez \| Espagne \| \| + 2 min 44 s \| |                        |           |                     |              |
| |                        |           |                     |              |
| |                        |           |                     |              |
| Classement de l'étape |                        |           |                     |              |
| Coureur | Coureur                | Pays      | Équipe              | Temps        |
| 1re | Alessandra Cappellotto | Italie    |                     | 2 min 44 s   |
| 2e | Fabiana Luperini       | Italie    | Mimosa              | + 0 s        |
| 3e | Vera Hohlfeld          | Allemagne |                     | + 2 min 44 s |
| 4e | Joane Somarriba        | Espagne   |                     | + 2 min 44 s |
| 5e | Sigrid Corneo          | Italie    |                     | + 2 min 44 s |
| 6e | Imelda Chiappa         | Italie    |                     | + 2 min 44 s |
| 7e | Lenka Ilavská          | Slovaquie |                     | + 2 min 44 s |
| 8e | Barbara Heeb           | Suisse    | Serotta-Appenzeller | + 2 min 44 s |
| 9e | Roberta Bonanomi       | Italie    | Mimosa              | + 2 min 44 s |
| 10e | Fátima Blázquez        | Espagne   |                     | + 2 min 44 s |

| \| Classement général \| Classement général \| Classement général \| Classement général \| Classement général \| \| Coureur \| Coureur \| Pays \| Équipe \| Temps \| \| ------------------ \| ------------------------- \| ------------------ \| ------------------- \| ------------------ \| \| 1re \| Fabiana Luperini \| Italie \| Mimosa \| 14 h 07 min 58 s \| \| 2e \| Alessandra Cappellotto \| Italie \| \| + 2 min 42 s \| \| 3e \| Barbara Heeb \| Suisse \| Serotta-Appenzeller \| + 3 min 32 s \| \| 4e \| Joane Somarriba \| Espagne \| \| + 3 min 35 s \| \| 5e \| Imelda Chiappa \| Italie \| \| + 3 min 35 s \| \| 6e \| Vera Hohlfeld \| Allemagne \| \| + 5 min 24 s \| \| 7e \| Sigrid Corneo \| Italie \| \| + 5 min 26 s \| \| 8e \| Lenka Ilavská \| Slovaquie \| \| + 5 min 31 s \| \| 9e \| Élisabeth Chevanne-Brunel \| France \| \| + 5 min 37 s \| \| 10e \| Fátima Blázquez \| Espagne \| \| + 5 min 46 s \| |                           |           |                     |                  |
| |                           |           |                     |                  |
| |                           |           |                     |                  |
| Classement général |                           |           |                     |                  |
| Coureur | Coureur                   | Pays      | Équipe              | Temps            |
| 1re | Fabiana Luperini          | Italie    | Mimosa              | 14 h 07 min 58 s |
| 2e | Alessandra Cappellotto    | Italie    |                     | + 2 min 42 s     |
| 3e | Barbara Heeb              | Suisse    | Serotta-Appenzeller | + 3 min 32 s     |
| 4e | Joane Somarriba           | Espagne   |                     | + 3 min 35 s     |
| 5e | Imelda Chiappa            | Italie    |                     | + 3 min 35 s     |
| 6e | Vera Hohlfeld             | Allemagne |                     | + 5 min 24 s     |
| 7e | Sigrid Corneo             | Italie    |                     | + 5 min 26 s     |
| 8e | Lenka Ilavská             | Slovaquie |                     | + 5 min 31 s     |
| 9e | Élisabeth Chevanne-Brunel | France    |                     | + 5 min 37 s     |
| 10e | Fátima Blázquez           | Espagne   |                     | + 5 min 46 s     |

### 6eétape
| \| Classement de l'étape \| Classement de l'étape \| Classement de l'étape \| Classement de l'étape \| Classement de l'étape \| \| Coureur \| Coureur \| Pays \| Équipe \| Temps \| \| --------------------- \| ---------------------- \| --------------------- \| --------------------- \| --------------------- \| \| 1re \| Imelda Chiappa \| Italie \| \| 30 min 12 s \| \| 2e \| Gabriella Pregnolato \| Italie \| \| + 41 s \| \| 3e \| Tea Vikstedt-Nyman \| Finlande \| \| + 1 min 17 s \| \| 4e \| Joane Somarriba \| Espagne \| \| + 1 min 27 s \| \| 5e \| Alessandra Cappellotto \| Italie \| \| + 1 min 30 s \| \| 6e \| Vera Hohlfeld \| Allemagne \| \| + 1 min 35 s \| \| 7e \| Luisiana Pegoraro \| Italie \| \| + 1 min 44 s \| \| 8e \| Diana Žiliūtė \| Lituanie \| \| + 1 min 49 s \| \| 9e \| Izaskun Bengoa \| Espagne \| \| + 1 min 49 s \| \| 10e \| Lenka Ilavská \| Slovaquie \| \| + 1 min 50 s \| |                        |           |        |              |
| |                        |           |        |              |
| |                        |           |        |              |
| Classement de l'étape |                        |           |        |              |
| Coureur | Coureur                | Pays      | Équipe | Temps        |
| 1re | Imelda Chiappa         | Italie    |        | 30 min 12 s  |
| 2e | Gabriella Pregnolato   | Italie    |        | + 41 s       |
| 3e | Tea Vikstedt-Nyman     | Finlande  |        | + 1 min 17 s |
| 4e | Joane Somarriba        | Espagne   |        | + 1 min 27 s |
| 5e | Alessandra Cappellotto | Italie    |        | + 1 min 30 s |
| 6e | Vera Hohlfeld          | Allemagne |        | + 1 min 35 s |
| 7e | Luisiana Pegoraro      | Italie    |        | + 1 min 44 s |
| 8e | Diana Žiliūtė          | Lituanie  |        | + 1 min 49 s |
| 9e | Izaskun Bengoa         | Espagne   |        | + 1 min 49 s |
| 10e | Lenka Ilavská          | Slovaquie |        | + 1 min 50 s |

| \| Classement général \| Classement général \| Classement général \| Classement général \| Classement général \| \| Coureur \| Coureur \| Pays \| Équipe \| Temps \| \| ------------------ \| ------------------------- \| ------------------ \| ------------------- \| ------------------ \| \| 1re \| Fabiana Luperini \| Italie \| Mimosa \| 14 h 41 min 13 s \| \| 2e \| Imelda Chiappa \| Italie \| \| + 30 s \| \| 3e \| Alessandra Cappellotto \| Italie \| \| + 1 min 09 s \| \| 4e \| Joane Somarriba \| Espagne \| \| + 1 min 57 s \| \| 5e \| Barbara Heeb \| Suisse \| Serotta-Appenzeller \| + 2 min 52 s \| \| 6e \| Vera Hohlfeld \| Allemagne \| \| + 3 min 56 s \| \| 7e \| Lenka Ilavská \| Slovaquie \| \| + 4 min 18 s \| \| 8e \| Sigrid Corneo \| Italie \| \| + 4 min 31 s \| \| 9e \| Élisabeth Chevanne-Brunel \| France \| \| + 4 min 51 s \| \| 10e \| Roberta Bonanomi \| Italie \| Mimosa \| + 5 min 27 s \| |                           |           |                     |                  |
| |                           |           |                     |                  |
| |                           |           |                     |                  |
| Classement général |                           |           |                     |                  |
| Coureur | Coureur                   | Pays      | Équipe              | Temps            |
| 1re | Fabiana Luperini          | Italie    | Mimosa              | 14 h 41 min 13 s |
| 2e | Imelda Chiappa            | Italie    |                     | + 30 s           |
| 3e | Alessandra Cappellotto    | Italie    |                     | + 1 min 09 s     |
| 4e | Joane Somarriba           | Espagne   |                     | + 1 min 57 s     |
| 5e | Barbara Heeb              | Suisse    | Serotta-Appenzeller | + 2 min 52 s     |
| 6e | Vera Hohlfeld             | Allemagne |                     | + 3 min 56 s     |
| 7e | Lenka Ilavská             | Slovaquie |                     | + 4 min 18 s     |
| 8e | Sigrid Corneo             | Italie    |                     | + 4 min 31 s     |
| 9e | Élisabeth Chevanne-Brunel | France    |                     | + 4 min 51 s     |
| 10e | Roberta Bonanomi          | Italie    | Mimosa              | + 5 min 27 s     |

### 7eétape, secteur a
| \| Classement de l'étape \| Classement de l'étape \| Classement de l'étape \| Classement de l'étape \| Classement de l'étape \| \| Coureur \| Coureur \| Pays \| Équipe \| Temps \| \| --------------------- \| ------------------------- \| --------------------- \| --------------------- \| --------------------- \| \| 1re \| Fabiana Luperini \| Italie \| Mimosa \| 1 h 26 min 38 s \| \| 2e \| Alessandra Cappellotto \| Italie \| \| + 53 s \| \| 3e \| Sigrid Corneo \| Italie \| \| + 2 min 01 s \| \| 4e \| Élisabeth Chevanne-Brunel \| France \| \| + 2 min 29 s \| \| 5e \| Barbara Heeb \| Suisse \| Serotta-Appenzeller \| + 2 min 29 s \| \| 6e \| Fany Lecourtois \| France \| \| + 2 min 30 s \| \| 7e \| Joane Somarriba \| Espagne \| \| + 2 min 30 s \| |                           |         |                     |                 |
| |                           |         |                     |                 |
| |                           |         |                     |                 |
| Classement de l'étape |                           |         |                     |                 |
| Coureur | Coureur                   | Pays    | Équipe              | Temps           |
| 1re | Fabiana Luperini          | Italie  | Mimosa              | 1 h 26 min 38 s |
| 2e | Alessandra Cappellotto    | Italie  |                     | + 53 s          |
| 3e | Sigrid Corneo             | Italie  |                     | + 2 min 01 s    |
| 4e | Élisabeth Chevanne-Brunel | France  |                     | + 2 min 29 s    |
| 5e | Barbara Heeb              | Suisse  | Serotta-Appenzeller | + 2 min 29 s    |
| 6e | Fany Lecourtois           | France  |                     | + 2 min 30 s    |
| 7e | Joane Somarriba           | Espagne |                     | + 2 min 30 s    |

| \| Classement général \| Classement général \| Classement général \| Classement général \| Classement général \| \| Coureur \| Coureur \| Pays \| Équipe \| Temps \| \| ------------------ \| ------------------ \| ------------------ \| ------------------ \| ------------------ \| |         |      |        |       |
| |         |      |        |       |
| |         |      |        |       |
| Classement général |         |      |        |       |
| Coureur | Coureur | Pays | Équipe | Temps |

### 7eétape, secteur b
| \| Classement de l'étape \| Classement de l'étape \| Classement de l'étape \| Classement de l'étape \| Classement de l'étape \| \| Coureur \| Coureur \| Pays \| Équipe \| Temps \| \| --------------------- \| --------------------- \| --------------------- \| --------------------- \| --------------------- \| \| 1re \| Diana Žiliūtė \| Lituanie \| \| 1 h 22 min 49 s \| \| 2e \| Edita Pučinskaitė \| Lituanie \| SC Michela Fanini \| + 5 s \| \| 3e \| Cindy Pieters \| Belgique \| \| + 5 s \| \| 4e \| Tanja Schmidt-Hennes \| Allemagne \| \| + 9 s \| \| 5e \| Cinzia Faccin \| Italie \| \| + 9 s \| \| 6e \| Katia Longhin \| Italie \| \| + 9 s \| |                      |           |                   |                 |
| |                      |           |                   |                 |
| |                      |           |                   |                 |
| Classement de l'étape |                      |           |                   |                 |
| Coureur | Coureur              | Pays      | Équipe            | Temps           |
| 1re | Diana Žiliūtė        | Lituanie  |                   | 1 h 22 min 49 s |
| 2e | Edita Pučinskaitė    | Lituanie  | SC Michela Fanini | + 5 s           |
| 3e | Cindy Pieters        | Belgique  |                   | + 5 s           |
| 4e | Tanja Schmidt-Hennes | Allemagne |                   | + 9 s           |
| 5e | Cinzia Faccin        | Italie    |                   | + 9 s           |
| 6e | Katia Longhin        | Italie    |                   | + 9 s           |

| \| Classement général \| Classement général \| Classement général \| Classement général \| Classement général \| \| Coureur \| Coureur \| Pays \| Équipe \| Temps \| \| ------------------ \| ------------------------- \| ------------------ \| ------------------- \| ------------------ \| \| 1re \| Fabiana Luperini \| Italie \| Mimosa \| 16 h 07 min 51 s \| \| 2e \| Alessandra Cappellotto \| Italie \| \| + 2 min 02 s \| \| 3e \| Imelda Chiappa \| Italie \| \| + 3 min 22 s \| \| 4e \| Joane Somarriba \| Espagne \| \| + 4 min 27 s \| \| 5e \| Barbara Heeb \| Suisse \| Serotta-Appenzeller \| + 5 min 21 s \| \| 6e \| Sigrid Corneo \| Italie \| \| + 6 min 32 s \| \| 7e \| Élisabeth Chevanne-Brunel \| France \| \| + 7 min 20 s \| \| 8e \| Lenka Ilavská \| Slovaquie \| \| + 7 min 22 s \| \| 9e \| Fátima Blázquez \| Espagne \| \| + 8 min 03 s \| |                           |           |                     |                  |
| |                           |           |                     |                  |
| |                           |           |                     |                  |
| Classement général |                           |           |                     |                  |
| Coureur | Coureur                   | Pays      | Équipe              | Temps            |
| 1re | Fabiana Luperini          | Italie    | Mimosa              | 16 h 07 min 51 s |
| 2e | Alessandra Cappellotto    | Italie    |                     | + 2 min 02 s     |
| 3e | Imelda Chiappa            | Italie    |                     | + 3 min 22 s     |
| 4e | Joane Somarriba           | Espagne   |                     | + 4 min 27 s     |
| 5e | Barbara Heeb              | Suisse    | Serotta-Appenzeller | + 5 min 21 s     |
| 6e | Sigrid Corneo             | Italie    |                     | + 6 min 32 s     |
| 7e | Élisabeth Chevanne-Brunel | France    |                     | + 7 min 20 s     |
| 8e | Lenka Ilavská             | Slovaquie |                     | + 7 min 22 s     |
| 9e | Fátima Blázquez           | Espagne   |                     | + 8 min 03 s     |

### 8eétape
| \| Classement de l'étape \| Classement de l'étape \| Classement de l'étape \| Classement de l'étape \| Classement de l'étape \| \| Coureur \| Coureur \| Pays \| Équipe \| Temps \| \| --------------------- \| --------------------- \| --------------------- \| --------------------- \| --------------------- \| \| 1re \| Tanja Schmidt-Hennes \| Allemagne \| \| 3 h 07 min 46 s \| \| 2e \| Gabriella Pregnolato \| Italie \| \| + 0 s \| \| 3e \| Joane Somarriba \| Espagne \| \| + 0 s \| \| 4e \| Vera Hohlfeld \| Allemagne \| \| + 16 s \| \| 5e \| Cinzia Faccin \| Italie \| \| + 16 s \| \| 6e \| Katia Longhin \| Italie \| \| + 16 s \| \| 7e \| Regina Schleicher \| Allemagne \| \| + 16 s \| \| 8e \| Diana Žiliūtė \| Lituanie \| \| + 16 s \| \| 9e \| Imelda Chiappa \| Italie \| \| + 16 s \| \| 10e \| Lucille Hunkeler \| Suisse \| \| + 16 s \| |                      |           |        |                 |
| |                      |           |        |                 |
| |                      |           |        |                 |
| Classement de l'étape |                      |           |        |                 |
| Coureur | Coureur              | Pays      | Équipe | Temps           |
| 1re | Tanja Schmidt-Hennes | Allemagne |        | 3 h 07 min 46 s |
| 2e | Gabriella Pregnolato | Italie    |        | + 0 s           |
| 3e | Joane Somarriba      | Espagne   |        | + 0 s           |
| 4e | Vera Hohlfeld        | Allemagne |        | + 16 s          |
| 5e | Cinzia Faccin        | Italie    |        | + 16 s          |
| 6e | Katia Longhin        | Italie    |        | + 16 s          |
| 7e | Regina Schleicher    | Allemagne |        | + 16 s          |
| 8e | Diana Žiliūtė        | Lituanie  |        | + 16 s          |
| 9e | Imelda Chiappa       | Italie    |        | + 16 s          |
| 10e | Lucille Hunkeler     | Suisse    |        | + 16 s          |

| \| Classement général \| Classement général \| Classement général \| Classement général \| Classement général \| \| Coureur \| Coureur \| Pays \| Équipe \| Temps \| \| ------------------ \| ------------------------- \| ------------------ \| ------------------- \| ------------------ \| \| 1re \| Fabiana Luperini \| Italie \| Mimosa \| 20 h 38 min 51 s \| \| 2e \| Alessandra Cappellotto \| Italie \| \| + 2 min 02 s \| \| 3e \| Imelda Chiappa \| Italie \| \| + 3 min 22 s \| \| 4e \| Joane Somarriba \| Espagne \| \| + 4 min 11 s \| \| 5e \| Barbara Heeb \| Suisse \| Serotta-Appenzeller \| + 5 min 21 s \| \| 6e \| Sigrid Corneo \| Italie \| \| + 6 min 32 s \| \| 7e \| Lenka Ilavská \| Slovaquie \| \| + 7 min 22 s \| \| 8e \| Fátima Blázquez \| Espagne \| \| + 8 min 03 s \| \| 9e \| Élisabeth Chevanne-Brunel \| France \| \| + 8 min 05 s \| \| 10e \| Vera Hohlfeld \| Allemagne \| \| + 8 min 39 s \| |                           |           |                     |                  |
| |                           |           |                     |                  |
| |                           |           |                     |                  |
| Classement général |                           |           |                     |                  |
| Coureur | Coureur                   | Pays      | Équipe              | Temps            |
| 1re | Fabiana Luperini          | Italie    | Mimosa              | 20 h 38 min 51 s |
| 2e | Alessandra Cappellotto    | Italie    |                     | + 2 min 02 s     |
| 3e | Imelda Chiappa            | Italie    |                     | + 3 min 22 s     |
| 4e | Joane Somarriba           | Espagne   |                     | + 4 min 11 s     |
| 5e | Barbara Heeb              | Suisse    | Serotta-Appenzeller | + 5 min 21 s     |
| 6e | Sigrid Corneo             | Italie    |                     | + 6 min 32 s     |
| 7e | Lenka Ilavská             | Slovaquie |                     | + 7 min 22 s     |
| 8e | Fátima Blázquez           | Espagne   |                     | + 8 min 03 s     |
| 9e | Élisabeth Chevanne-Brunel | France    |                     | + 8 min 05 s     |
| 10e | Vera Hohlfeld             | Allemagne |                     | + 8 min 39 s     |

### 9eétape
| \| Classement de l'étape \| Classement de l'étape \| Classement de l'étape \| Classement de l'étape \| Classement de l'étape \| \| Coureur \| Coureur \| Pays \| Équipe \| Temps \| \| --------------------- \| ------------------------- \| --------------------- \| --------------------- \| --------------------- \| \| 1re \| Fabiana Luperini \| Italie \| Mimosa \| 3 h 21 min 06 s \| \| 2e \| Lenka Ilavská \| Slovaquie \| \| + 1 min 10 s \| \| 3e \| Simona Parente \| Italie \| \| + 1 min 10 s \| \| 4e \| Imelda Chiappa \| Italie \| \| + 1 min 10 s \| \| 5e \| Élisabeth Chevanne-Brunel \| France \| \| + 1 min 10 s \| |                           |           |        |                 |
| |                           |           |        |                 |
| |                           |           |        |                 |
| Classement de l'étape |                           |           |        |                 |
| Coureur | Coureur                   | Pays      | Équipe | Temps           |
| 1re | Fabiana Luperini          | Italie    | Mimosa | 3 h 21 min 06 s |
| 2e | Lenka Ilavská             | Slovaquie |        | + 1 min 10 s    |
| 3e | Simona Parente            | Italie    |        | + 1 min 10 s    |
| 4e | Imelda Chiappa            | Italie    |        | + 1 min 10 s    |
| 5e | Élisabeth Chevanne-Brunel | France    |        | + 1 min 10 s    |

| \| Classement général \| Classement général \| Classement général \| Classement général \| Classement général \| \| Coureur \| Coureur \| Pays \| Équipe \| Temps \| \| ------------------ \| ---------------------- \| ------------------ \| ------------------- \| ------------------ \| \| 1re \| Fabiana Luperini \| Italie \| Mimosa \| 23 h 59 min 57 s \| \| 2e \| Alessandra Cappellotto \| Italie \| \| + 3 min 12 s \| \| 3e \| Imelda Chiappa \| Italie \| \| + 4 min 32 s \| \| 4e \| Joane Somarriba \| Espagne \| \| + 5 min 21 s \| \| 5e \| Barbara Heeb \| Suisse \| Serotta-Appenzeller \| + 6 min 31 s \| |                        |         |                     |                  |
| |                        |         |                     |                  |
| |                        |         |                     |                  |
| Classement général |                        |         |                     |                  |
| Coureur | Coureur                | Pays    | Équipe              | Temps            |
| 1re | Fabiana Luperini       | Italie  | Mimosa              | 23 h 59 min 57 s |
| 2e | Alessandra Cappellotto | Italie  |                     | + 3 min 12 s     |
| 3e | Imelda Chiappa         | Italie  |                     | + 4 min 32 s     |
| 4e | Joane Somarriba        | Espagne |                     | + 5 min 21 s     |
| 5e | Barbara Heeb           | Suisse  | Serotta-Appenzeller | + 6 min 31 s     |

### 10eétape
| \| Classement de l'étape \| Classement de l'étape \| Classement de l'étape \| Classement de l'étape \| Classement de l'étape \| \| Coureur \| Coureur \| Pays \| Équipe \| Temps \| \| --------------------- \| ------------------------- \| --------------------- \| --------------------- \| --------------------- \| \| 1re \| Fabiana Luperini \| Italie \| Mimosa \| 3 h 21 min 06 s \| \| 2e \| Lenka Ilavská \| Slovaquie \| \| + 1 min 10 s \| \| 3e \| Simona Parente \| Italie \| \| + 1 min 10 s \| \| 4e \| Imelda Chiappa \| Italie \| \| + 1 min 10 s \| \| 5e \| Élisabeth Chevanne-Brunel \| France \| \| + 1 min 10 s \| |                           |           |        |                 |
| |                           |           |        |                 |
| |                           |           |        |                 |
| Classement de l'étape |                           |           |        |                 |
| Coureur | Coureur                   | Pays      | Équipe | Temps           |
| 1re | Fabiana Luperini          | Italie    | Mimosa | 3 h 21 min 06 s |
| 2e | Lenka Ilavská             | Slovaquie |        | + 1 min 10 s    |
| 3e | Simona Parente            | Italie    |        | + 1 min 10 s    |
| 4e | Imelda Chiappa            | Italie    |        | + 1 min 10 s    |
| 5e | Élisabeth Chevanne-Brunel | France    |        | + 1 min 10 s    |

| \| Classement général \| Classement général \| Classement général \| Classement général \| Classement général \| \| Coureur \| Coureur \| Pays \| Équipe \| Temps \| \| ------------------ \| ---------------------- \| ------------------ \| ------------------- \| ------------------ \| \| 1re \| Fabiana Luperini \| Italie \| Mimosa \| 23 h 59 min 57 s \| \| 2e \| Alessandra Cappellotto \| Italie \| \| + 3 min 12 s \| \| 3e \| Imelda Chiappa \| Italie \| \| + 4 min 32 s \| \| 4e \| Joane Somarriba \| Espagne \| \| + 5 min 21 s \| \| 5e \| Barbara Heeb \| Suisse \| Serotta-Appenzeller \| + 6 min 31 s \| |                        |         |                     |                  |
| |                        |         |                     |                  |
| |                        |         |                     |                  |
| Classement général |                        |         |                     |                  |
| Coureur | Coureur                | Pays    | Équipe              | Temps            |
| 1re | Fabiana Luperini       | Italie  | Mimosa              | 23 h 59 min 57 s |
| 2e | Alessandra Cappellotto | Italie  |                     | + 3 min 12 s     |
| 3e | Imelda Chiappa         | Italie  |                     | + 4 min 32 s     |
| 4e | Joane Somarriba        | Espagne |                     | + 5 min 21 s     |
| 5e | Barbara Heeb           | Suisse  | Serotta-Appenzeller | + 6 min 31 s     |

### 11eétape
| \| Classement de l'étape \| Classement de l'étape \| Classement de l'étape \| Classement de l'étape \| Classement de l'étape \| \| Coureur \| Coureur \| Pays \| Équipe \| Temps \| \| --------------------- \| ------------------------- \| --------------------- \| --------------------- \| --------------------- \| \| 1re \| Tea Vikstedt-Nyman \| Finlande \| \| 3 h 17 min 58 s \| \| 2e \| Jocelyne Messori-Hugi \| France \| \| + 0 s \| \| 3e \| Kimberley Langton-Davidge \| Canada \| \| + 6 s \| |                           |          |        |                 |
| |                           |          |        |                 |
| |                           |          |        |                 |
| Classement de l'étape |                           |          |        |                 |
| Coureur | Coureur                   | Pays     | Équipe | Temps           |
| 1re | Tea Vikstedt-Nyman        | Finlande |        | 3 h 17 min 58 s |
| 2e | Jocelyne Messori-Hugi     | France   |        | + 0 s           |
| 3e | Kimberley Langton-Davidge | Canada   |        | + 6 s           |

| \| Classement général \| Classement général \| Classement général \| Classement général \| Classement général \| \| Coureur \| Coureur \| Pays \| Équipe \| Temps \| \| ------------------ \| ------------------ \| ------------------ \| ------------------ \| ------------------ \| |         |      |        |       |
| |         |      |        |       |
| |         |      |        |       |
| Classement général |         |      |        |       |
| Coureur | Coureur | Pays | Équipe | Temps |

### 12eétape
| \| Classement de l'étape \| Classement de l'étape \| Classement de l'étape \| Classement de l'étape \| Classement de l'étape \| \| Coureur \| Coureur \| Pays \| Équipe \| Temps \| \| --------------------- \| ---------------------- \| --------------------- \| --------------------- \| --------------------- \| \| 1re \| Tanja Schmidt-Hennes \| Allemagne \| \| 2 h 13 min 59 s \| \| 2e \| Katia Longhin \| Italie \| \| + 0 s \| \| 3e \| Imelda Chiappa \| Italie \| \| + 0 s \| \| 4e \| Sigrid Corneo \| Italie \| \| + 0 s \| \| 5e \| Alessandra Cappellotto \| Italie \| \| + 0 s \| |                        |           |        |                 |
| |                        |           |        |                 |
| |                        |           |        |                 |
| Classement de l'étape |                        |           |        |                 |
| Coureur | Coureur                | Pays      | Équipe | Temps           |
| 1re | Tanja Schmidt-Hennes   | Allemagne |        | 2 h 13 min 59 s |
| 2e | Katia Longhin          | Italie    |        | + 0 s           |
| 3e | Imelda Chiappa         | Italie    |        | + 0 s           |
| 4e | Sigrid Corneo          | Italie    |        | + 0 s           |
| 5e | Alessandra Cappellotto | Italie    |        | + 0 s           |

## Classement général final
| \| Classement général \| Classement général \| Classement général \| Classement général \| Classement général \| \| Coureur \| Coureur \| Pays \| Équipe \| Temps \| \| ------------------ \| ---------------------- \| ------------------ \| ------------------- \| ------------------ \| \| 1re \| Fabiana Luperini \| Italie \| Mimosa \| 31 h 53 min 00 s \| \| 2e \| Alessandra Cappellotto \| Italie \| \| + 3 min 03 s \| \| 3e \| Imelda Chiappa \| Italie \| \| + 4 min 23 s \| \| 4e \| Joane Somarriba \| Espagne \| \| + 5 min 21 s \| \| 5e \| Barbara Heeb \| Suisse \| Serotta-Appenzeller \| + 7 min 13 s \| |                        |         |                     |                  |
| |                        |         |                     |                  |
| |                        |         |                     |                  |
| Classement général |                        |         |                     |                  |
| Coureur | Coureur                | Pays    | Équipe              | Temps            |
| 1re | Fabiana Luperini       | Italie  | Mimosa              | 31 h 53 min 00 s |
| 2e | Alessandra Cappellotto | Italie  |                     | + 3 min 03 s     |
| 3e | Imelda Chiappa         | Italie  |                     | + 4 min 23 s     |
| 4e | Joane Somarriba        | Espagne |                     | + 5 min 21 s     |
| 5e | Barbara Heeb           | Suisse  | Serotta-Appenzeller | + 7 min 13 s     |

## Classements annexes
| Classement par points | Classement par points | Classement par points | Classement par points | Classement par points |
| Coureur               | Coureur               | Pays                  | Équipe                | Points                |
| --------------------- | --------------------- | --------------------- | --------------------- | --------------------- |

| Classement par points | Classement par points | Classement par points | Classement par points | Classement par points |
| Coureur               | Coureur               | Pays                  | Équipe                | Points                |
| --------------------- | --------------------- | --------------------- | --------------------- | --------------------- |

| Classement de la montagne | Classement de la montagne | Classement de la montagne | Classement de la montagne | Classement de la montagne |
| Coureur                   | Coureur                   | Pays                      | Équipe                    | Points                    |
| ------------------------- | ------------------------- | ------------------------- | ------------------------- | ------------------------- |

| Classement de la montagne | Classement de la montagne | Classement de la montagne | Classement de la montagne | Classement de la montagne |
| Coureur                   | Coureur                   | Pays                      | Équipe                    | Points                    |
| ------------------------- | ------------------------- | ------------------------- | ------------------------- | ------------------------- |

| Classement des sprints | Classement des sprints | Classement des sprints | Classement des sprints | Classement des sprints |
| Coureur                | Coureur                | Pays                   | Équipe                 | Points                 |
| ---------------------- | ---------------------- | ---------------------- | ---------------------- | ---------------------- |

| Classement des sprints | Classement des sprints | Classement des sprints | Classement des sprints | Classement des sprints |
| Coureur                | Coureur                | Pays                   | Équipe                 | Points                 |
| ---------------------- | ---------------------- | ---------------------- | ---------------------- | ---------------------- |

| Classement du meilleur jeune | Classement du meilleur jeune | Classement du meilleur jeune | Classement du meilleur jeune | Classement du meilleur jeune |
| Coureur                      | Coureur                      | Pays                         | Équipe                       | Temps                        |
| ---------------------------- | ---------------------------- | ---------------------------- | ---------------------------- | ---------------------------- |

| Classement du meilleur jeune | Classement du meilleur jeune | Classement du meilleur jeune | Classement du meilleur jeune | Classement du meilleur jeune |
| Coureur                      | Coureur                      | Pays                         | Équipe                       | Temps                        |
| ---------------------------- | ---------------------------- | ---------------------------- | ---------------------------- | ---------------------------- |

| Classement par équipes | Classement par équipes | Classement par équipes | Classement par équipes |
| Équipe                 | Équipe                 | Pays                   | Temps                  |
| ---------------------- | ---------------------- | ---------------------- | ---------------------- |

| Classement par équipes | Classement par équipes | Classement par équipes | Classement par équipes |
| Équipe                 | Équipe                 | Pays                   | Temps                  |
| ---------------------- | ---------------------- | ---------------------- | ---------------------- |

## Évolution des classements
| Étape              |                             | Vainqueur _            | Classement général | Classement par points | Meilleur grimpeur | Meilleur sprinteur | Meilleur jeune            |
| ------------------ | --------------------------- | ---------------------- | ------------------ | --------------------- | ----------------- | ------------------ | ------------------------- |
| 1re étape          |                             | Fabiana Luperini       | Fabiana Luperini   | non attribué          | non attribué      | non attribué       | non attribué              |
| 2e étape           |                             | Fabiana Luperini       | Fabiana Luperini   | non attribué          | non attribué      | non attribué       | non attribué              |
| 3e étape           |                             | Imelda Chiappa         | Fabiana Luperini   | non attribué          | non attribué      | non attribué       | non attribué              |
| 4e étape           |                             | Fabiana Luperini       | Fabiana Luperini   | non attribué          | non attribué      | non attribué       | non attribué              |
| 5e étape           |                             | Alessandra Cappellotto | Fabiana Luperini   | non attribué          | non attribué      | non attribué       | non attribué              |
| 6e étape           | contre-la-montre individuel | Imelda Chiappa         | Fabiana Luperini   | non attribué          | non attribué      | non attribué       | non attribué              |
| 7e a étape         |                             | Fabiana Luperini       | Fabiana Luperini   | non attribué          | non attribué      | non attribué       | non attribué              |
| 7e b étape         |                             | Diana Žiliūtė          | Fabiana Luperini   | non attribué          | non attribué      | non attribué       | non attribué              |
| 8e étape           |                             | Tanja Schmidt-Hennes   | Fabiana Luperini   | non attribué          | non attribué      | non attribué       | non attribué              |
| 9e étape           |                             | Fabiana Luperini       | Fabiana Luperini   | non attribué          | non attribué      | non attribué       | non attribué              |
| 10e étape          |                             | Imelda Chiappa         | Fabiana Luperini   | non attribué          | non attribué      | non attribué       | non attribué              |
| 11e étape          |                             | Tea Vikstedt-Nyman     | Fabiana Luperini   | non attribué          | non attribué      | non attribué       | non attribué              |
| 12e étape          |                             | Tanja Schmidt-Hennes   | Fabiana Luperini   | Imelda Chiappa        | Fabiana Luperini  | Regina Schleicher  | Élisabeth Chevanne-Brunel |
| Classements finals | Classements finals          |                        | Fabiana Luperini   | Imelda Chiappa        | Fabiana Luperini  | Regina Schleicher  | Élisabeth Chevanne-Brunel |